# بنیاد تیم برگلینگ
بنیاد تیم برگلینگ بنیادی است که توسط خانواده دی جی سوئدی، تیم برگلینگ، معروف به آویچی، بوجود آمده‌است تا «به یادگار او احترام بگذارد و روحیات او را ادامه دهد». آویچی در سال ۲۰۱۸ پس از یک مبارزه طولانی با مشکلات سلامت روان خودکشی کرد. این بنیاد در ابتدا برای مقابله با آگاهی از مشکلات سلامت روان و پیشگیری از خودکشی به منظور کمک به جلوگیری از تجربه رویدادهای مشابه برای دیگر خانواده‌ها تأسیس شد. با اینحال، بعدها برای کار بر روی تغییرات آب و هوایی، حفاظت از گونه‌های در معرض خطر، مدیریت کسب و کار و حفاظت از طبیعت گسترش یافت.

## تاریخچه
تأسیس بنیاد تیم برگلینگ توسط خانواده آویچی در ۲۶ مارس ۲۰۱۹ اعلام شد خانواده تیم برگلینگ به دنبال الهام‌گیری از فعالیت‌های بشردوستانه آویچی، از جمله «خانه ای برای گرسنگی»، اظهار داشتند: «تیم می‌خواست تغییری ایجاد کند. راه اندازی بنیادی به نام او کاری از سوی ما برای گرامیداشت خاطره او و ترویج اخلاقیات و روحیات او است.»
پس از درگذشت آویچی، آلبومی با عنوان تیم در ۶ ژوئن ۲۰۱۹ منتشر شد که تمام درآمد و عواید دریافتی از آن به این بنیاد اختصاص یافت. آویچی قبل از مرگش روی این آلبوم کار می‌کرد و همکارانی از جمله کریس مارتین، وارگاس اند لاگولا و آلوئه بلک برای تکمیل آلبوم اعلام حضور کردند. علاوه بر این، یک بیوگرافی رسمی نوشته شده از زندگی تیم برگلینگ توسط مانس موزسون در سال ۲۰۲۱ منتشر شد و تمام عواید آن نیز به این بنیاد اختصاص یافت.
در خلال اجلاس بین‌المللی موسیقی در سال ۲۰۱۹، پدر تیم، کلاس برگلینگ، در مورد اهمیت شناخت و درمان علائم اولیه وخیم شدن سلامت روان، اضطراب و افسردگی برای هنرمندان اجراکننده و کسانی که در صنعت موسیقی کار می‌کنند، صحبت کرد و عواملی را که می‌توانند در این مورد نقش داشته باشند، بیان کرد. او همچنین کارهایی را که این بنیاد درنظر دارد به منظور کمک به مبارزه با چنین مسائلی انجام دهد، به‌طور اجمالی تشریح کرد.

### کنسرت یادبود آویچی
در ۵ دسامبر ۲۰۱۹، این بنیاد کنسرت یادبود آویچی را برای آگاه‌سازی مردم به خصوص قشر جوان از اهمیت سلامت روان، در ورزشگاه فرندز آرنا در استکهلم برگزار کرد. در این کنسرت دیوید گتا، کیگو، دیمیتری وگاس اند لایک مایک، نیکی رومرو، و لیدبک لوک به همراه تعدادی از خوانندگانی که تیم در گذشته با آنها کار کرده بود از جمله آلوئه بلک، ساندرو کاوازا، ریتا اورا، دن تیمینسکی، آدام لمبرت، وینسنت پونتار، سالم ال فکیر و Audra Mae و … بعنوان هنرمندان اصلی اجرا کردند. یک ارکستر ۳۰ نفره در این کنسرت بود که یکی از رویاهای قدیمی تیم برگلینگ را برای اجرای زنده موسیقی خود در عموم برآورده کرد. تمام سود این کنسرت به بنیاد تیم برگلینگ رسید. با شروع بلیت فروشی، بلیت‌های کنسرت در کمتر از ۳۰ دقیقه به فروش رسید. در مجموع ۵۸٬۱۶۳ نفر در این کنسرت شرکت کردند که رکورد حضور یک جمعیت را در فرندز آرنا استکهلم شکست.